# Demetrios Lakon
Demetrios Lakon war ein griechischer Philosoph des zweiten Jahrhunderts v. Chr.
Er war Epikureer und ein Freund des Zenon von Sidon. Seine Studien umfassten zahlreiche Bereiche wie Mathematik, Physik, Ethik, Grammatik sowie Rhetorik. Er ist auch der Verfasser eines Hippokrates-Lexikons. Fragmente eines seiner Werke fanden sich in der Villa dei Papiri in Herculaneum.

## Textausgaben
- Enzo Puglia (Hrsg.): Demetrio Lacone, Aporie testuali ed esegetiche in Epicuro (PHerc. 1012). Bibliopolis, Napoli 1988, ISBN 88-7088-199-7 (Edition mit italienischer Übersetzung und Kommentar)